# Раб (град)
Вижте пояснителната страница за други значения на Раб.
Раб (на хърватски: Rab) е град в Хърватия, намиращ се на едноименния остров. Градът е разположен на дългата и тясна крайбрежна ивица в югозападната част на острова.

## История
На това място са разкрити следи от съществувало селище още от IV в. пр.н.е., когато тук живее илирийското племе либурни, а между III в. пр.н.е. и VI в. селището е част от Римската империя. По това време то се нарича Felix Arba, но в латинските извори се срещат и други негови названия - Arbia, Arbiana, Arbitrana, Arbum и Arbe. При император Октавиан Август тук са построени укрепления и селището е обявено за муниципиум. Според едно от преданията Раб е родното място на Свети Марин, който основава през 301 г. Сан Марино, след като избягва от острова заради гоненията, на които са подложени християните при управлението на Диоклециан.
През средновековието Раб е епископски център. В града е построен през 1446 г. бенедиктински манастир, в библиотеката на който днес се помещава музей.
През 1409 г. островът става владение на Венецианската република. През същия XV в. на два пъти тук избухва чумна епидемия и пораженията за селището са значителни. Най-накрая в края на XIX в. градът се отърсва от забвението и си спечелва интереса на европейския елит, който търси ваканционни селища по Адриатическото крайбрежие. През 1889 г. австрийските професори Леополд Шрьотер и Йохан Фришауф разработват план за превръщането на Раб в туристически център и основават през 1897 г. Дружество за облагородяване на Раб. През 1937 г. градът е посетен от британския монарх Едуард VIII, придружен от бъдещата му съпруга Уолис Симпсън.

## Население
През 2001 г. град Раб наброява 554 жители. През 2011 г. в него живеят 437 души докато населението на цялата община е 8065 жители.

## Забележителности
Старият град се състои от кварталите Калданац (най-старото място в града) и Варош, датиращ от XV – XVII в. В Калданац има постройки още от римско време, а от времето на чумните епидемии, когато кварталът е напуснат от обитателите си, все още могат да се видят зазидани прозорци и врати, за да се попречи на разпространението на заразата. Старият град е обкръжен от крепостни стени, чието строителство датира през XII в. и от които се разкрива красива панорама към покривите на града. Запазена е кулата Галиарда, внушителна постройка от времето на венецианците, строена за да отблъсква нападения по суша; голям брой старинни църкви, сред които бенедиктинската Св. Андрей (XI в.), Св. Марин (XII в.), Св. Никола, Св. Кристофър и др., княжевския дворец от XIII в. в готически стил, в който понастоящем се помещава общината.